# Chiesa di Santa Giusta (Chiaramonti)
La chiesa di Santa Giusta detta anche de s'Abba (dell'acqua) o de Orria Pitzinna (del granaio piccolo, il nome della località in cui sorge) è una chiesa medievale dell'Anglona, situata nel comune di Chiaramonti, in provincia di Sassari, da cui dista circa sei chilometri.

## Storia
La data della sua costruzione non è nota. La prima testimonianza scritta della sua esistenza è riportata in un documento del 1205, un atto con il quale la nobildonna Maria De Thori, zia di Comita I giudice di Torres e giovane vedova di Pietro de Maronju, la donò al priore generale dell'abbazia di San Salvatore di Camaldoli, insieme alla vicina chiesa di Santa Maria di Orria Pithinna (oggi Santa Maria Maddalena) con relativa dotazione di case, pascoli, vigne, animali e servi e ancelle, al fine di fondarvi due monasteri. Al priore e ai suoi successori, concesse, fra l'altro, la libera elezione dei rettori delle chiese donate e la deposizione dei monaci.

## Descrizione
L'edificio ha pianta rettangolare a navata unica, con presbiterio rialzato e contrafforti esterni. La chiesa non ha particolare pregio artistico-architettonico, probabilmente a causa dei numerosi restauri che si sono susseguiti ad altrettanti atti di vandalismo: la data del 1790 riportata sul campanile potrebbe riferirsi ad uno di questi rifacimenti. Degna di nota è la presenza di una sorgente naturale e perenne che sgorga sotto al presbiterio, visibile attraverso una finestrella posta nei gradini del presbiterio stesso, la cui acqua scorre sotto il pavimento fin fuori dall'edificio. La convinzione che l'acqua di tale fonte avesse proprietà curative miracolose ha fatto della chiesa un centro di grande devozione popolare, come dimostrano le manifestazioni dei tanti fedeli che tradizionalmente, sino a pochi anni fa, percorrevano a piedi nudi il lungo tragitto dal paese di Chiaramonti fino alla chiesa e le centinaia di ex voto tutt'oggi conservati al suo interno.

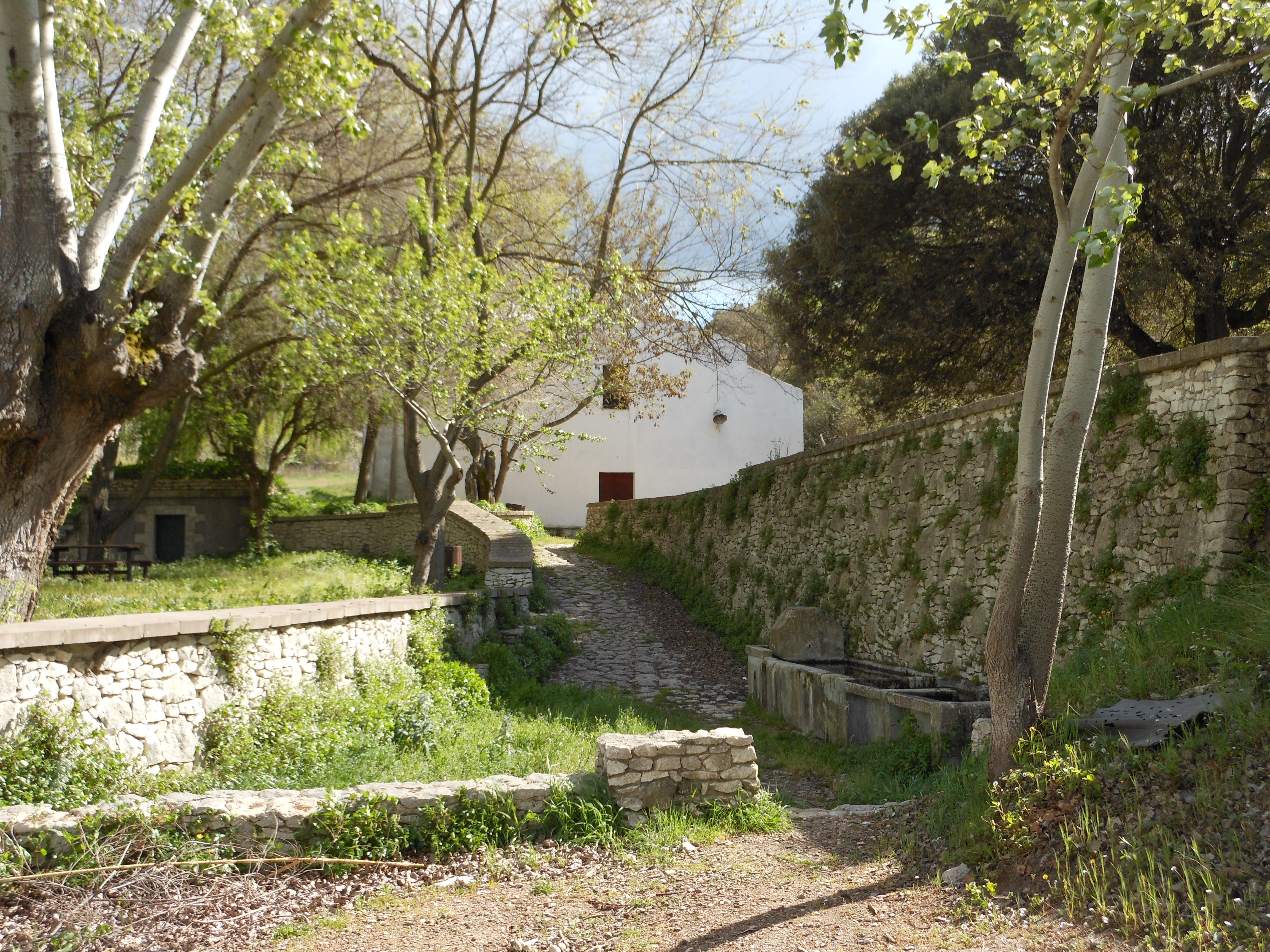

Non passano inosservati, murati nella parete interna rivolta a settentrione, quattro teschi che, secondo una leggenda, apparterrebbero agli schiavi che seppellirono il tesoro della principessa Giusta e che poi lei stessa fece uccidere affinché non ne rivelassero l'ubicazione. È proprio a causa della leggenda del tesoro nascosto
(su siddadu) che la chiesa venne sottoposta per diverse volte a gravi deturpamenti nell'ultimo dei quali, avvenuto nel 1894, fu distrutta gran parte della pavimentazione.
All'interno della chiesa si trova una reliquia attribuita alla santa, un pezzo d'osso del braccio della lunghezza di circa 15 cm, dichiarata insigne dall'arcivescovo.
L'altare è di marmo ed è stato realizzato dallo scultore Giuseppe Sartorio nel 1895.
Nelle immediate vicinanze della chiesa, particolare interesse rivestono alcune rovine, pertinenti alla casa dell'eremitano e alle cumbessias, piccoli alloggi per i pellegrini ed i noveranti.

## Manifestazioni religiose
Una volta all'anno si svolgono i festeggiamenti a santa Giusta ed in quell'occasione il luogo diventa oggetto di una importante festa campestre che richiama la popolazione di tutto il territorio. Sino a qualche anno fa dopo le funzioni religiose, gruppi di fedeli usavano cantare i gosos in onore della santa.